# 하이큐티
하이큐티는 대한민국의 음악 그룹이다. 2017년 싱글 앨범 [플레이유 (Play U)]로 데뷔했다.

## 방송
- 쇼킹 나이트 (2023) - 5위

## 공연
- 2021 대한가수협회와 함께하는 찾아가는 전국민 희망콘서트 - 부천 (2021)
- 쇼킹나이트 전국투어 콘서트 in 서울 - 〈뉴트로 Y2K 땐스 가요제〉 (2023)
- 쇼킹나이트 전국투어 콘서트 in 부산 - 〈뉴트로 Y2K 땐스 가요제〉 (2023)